# وليام يوشيا تلسون
وليام يوشيا تلسون (بالإنجليزية: William Josiah Tilson)‏ (و. 1871 – 1949 م) هو محام، وقاضي من الولايات المتحدة الأمريكية .

## التعليم
تعلم في جامعة ييل، وكلية ييل للحقوق.